# Lake Hart
Lake Hart – jednostka osadnicza w Stanach Zjednoczonych, w stanie Floryda, w hrabstwie Orange.